# Liga Insular do Príncipe
A Liga Insular do Príncipe é o principal torneio regional de futebol da Ilha do Príncipe, em São Tomé e Príncipe. É gerenciada pela Federação Santomense de Futebol.

## Formato
A competição é disputada atualmente por 6 clubes, que jogam em turno e returno. Não há rebaixamento. O campeão disputa anualmente o título nacional do Campeonato Santomense de Futebol contra o vencedor da Liga Insular de São Tomé.

## Histórico
O primeiro torneio ocorreu em 1979. No entanto, passou por diversos cancelamentos durante as décadas de 80 e 90.
Após o cancelamento da edição de 2010, a Liga Insular do Príncipe de 2011 enfrentou incertezas para a definição de seu campeão. Isso porque o líder e vice do certame, Sporting e Sport Operário e Benfica, terminaram empatados. A federação local precisou, assim, verificar quem era o campeão. Descobriu-se então que o Sport Operário estava com jogador irregular no campeonato. Assim, o título foi para o Sporting Clube do Príncipe, que conquistou o direito de jogar a final do Campeonato Santomense de 2011 contra o campeão da Ilha de São Tomé, o Vitória do Riboque.
Em 2012, o Sporting Clube do Príncipe confirmou o título mais uma vez. Em 2013, o campeão foi a equipa do Porto Real, que repetiu o feito em 2014, sagrando-se também bicampeã.

## Títulos
| - 1979 : GD Sundy - 1980 : GD Sundy - 1981 : FC Porto Real - 1982 : FC Porto Real - 1983 : não houve - 1984 : FC Porto Real - 1985 : FC Porto Real - 1986 : não houve - 1987 : não houve - 1988 : não houve - 1989 : GD Sundy - 1990 : GD Os Operários - 1991 : não houve - 1992 : não houve - 1993 : GD Os Operários | - 1994 : não houve - 1995 : não houve - 1996 : não houve - 1997 : não houve - 1998 : GD Os Operários - 1999 : FC Porto Real - 2000 : GD Sundy - 2001 : GD Sundy - 2002 : não houve - 2003 : Desportivo 1º de Maio - 2004 : GD Os Operários - 2005 : não houve - 2006 : não houve - 2007 : UDAPB - 2008 : não houve | - 2009 : GD Sundy - 2010 : não houve - 2011 : Sporting Clube - 2012 : Sporting Clube - 2013 : FC Porto Real - 2014 : FC Porto Real - 2015 : Sporting Clube - 2016 : Sporting Clube - 2017 : GD Os Operários - 2018 : FC Porto Real - 2019 : GD Os Operários - 2020 : em breve |  |

### Títulos por clube
| Clube                 | Títulos | Ano do Título                                  |
| --------------------- | ------- | ---------------------------------------------- |
| FC Porto Real         | 8       | 2018, 2014, 2013, 1999, 1985, 1984, 1982, 1981 |
| GD Os Operários       | 6       | 2019, 2017, 2004, 1998, 1993, 1990             |
| GD Sundy              | 6       | 2009, 2001, 2000, 1989, 1980, 1979             |
| Sporting Clube        | 4       | 2016, 2015, 2012, 2011                         |
| UDAPB                 | 1       | 2007                                           |
| Desportivo 1º de Maio | 1       | 2003                                           |